# 1983 год в литературе

## Премии

### Международные
- Нобелевская премия по литературе — Уильям Голдинг, «За его романы, которые с прозорливостью реалистического повествования и разнообразием и универсальностью мифов освещают состояние человека в современном мире»[1].

- Всемирная премия фэнтези за лучший роман — Майкл Ши, «Ниффт Проныра» (англ. Nifft the Lean).

- Всемирная премия фэнтези за лучшую повесть — Карл Эдвард Вагнер, ««Сверх всякой меры» (англ. Beyond Any Measure).

- Всемирная премия фэнтези за лучший рассказ —  Танит Ли, «The Gorgon».

- Нейштадтская литературная премия — не вручалась.

- Премия «Хьюго» за лучший роман — Айзек Азимов, «Академия на краю гибели» (англ. Foundation's Edge)[2].

- Премия «Хьюго» за лучшую повесть — Джоанна Расс, «Души» (англ. Souls)[2].

- Премия «Хьюго» за лучший рассказ —  Спайдер Робинсон, «Меланхоличные слоны» (англ. Melancholy Elephants»)[2].

### Австрия
- Австрийская государственная премия по европейской литературе — Фридрих Дюрренматт.

### Великобритания
- Букеровская премия — Джон Максвелл Кутзее, «Жизнь и время Михаэла К.» (англ. Life & Times of Michael K)[3].

- Премия Сомерсета Моэма — Лиза Сент-Обен де Теран, «Хранители дома» (англ. Keepers of the House).

### Венгрия
- Премия имени Милана Фюшта — Имре Кертес, Петер Эстерхази.

### Германия
- Премия Георга Бюхнера —  Вольфдитрих Шнурре.

- Бременская литературная премия — Эрих Фрид, «Ищите то, что рядом» (нем. Das Nahe suchen).

### Израиль
- Государственная премия Израиля за литературу на иврите — Аарон Аппельфельд.

- Литературная премия имени Бялика — Нисим Алони, Озер Рабин.

### Испания
- Премия Сервантеса —  Рафаэль Альберти.
- Премия принцессы Астурийской — Хуан Рульфо[4].

### СССР
- Государственная премия РСФСР имени М. Горького:

1. Николай Благов — за книгу стихов и поэм «Поклонная гора»;
2. Сергей Баруздин — за книгу повестей «Само собой».
3. Александр Овчаренко, критик, литературовед, — за книгу литературно-критических статей «От Горького до Шукшина»;
4. Юрий Рытхау — за роман «Конец вечной мерзлоты».

- Премия Андрея Белого:
  - поэзия — Ольга Седакова.
  - проза — Тамара Корвин.

### США
- Премия Эдгара Аллана По:
  - за лучший роман — Рик Бойер, «Отмель Биллингсгейт» (англ. Billingsgate Shoal)[5].
  - за лучший первый роман американского писателя — Томас Перри, «Мальчик- мясник» (англ. The Butcher's Boy)[6].

- Пулитцеровская премия за художественную книгу — Элис Уокер, «Цвет пурпурный» (англ. The Color Purple)[7].

- Пулитцеровская премия за лучшую драму — Марша Норман, «Спокойной ночи, мама» (англ. night, Mother)[8].

- Пулитцеровская премия за поэзию — Голуэй Киннелл, избранные стихотворения[9].

### Франция
- Гонкуровская премия — Фредерик Тристан, «Заблудшие души» (фр. Les Égarés)[10].

- Премия Ренодо — Жан-Мари Руар, «Avant-Guerre».
- Премина Фемина — Флоранс Деле, «Богатая и легкомысленная» (фр. Riche et légère).

- Премия Медичи — Жан Эшноз, «Cherokee».
  - номинация за лучшее зарубежное произведение — Кеннет Уайт, «Белый путь» (скотс La Route bleue).

## Книги
- «Цвет волшебства» (англ. The Colour of Magic) — произведение Терри Пратчетта.

### Романы
- «Боги Мира Реки» (англ. Gods of Riverworld) —  роман Филипа Хосе Фармера.
- «Кладбище домашних животных» (англ. Pet Sematary) — роман Стивена Кинга.
- «Пространство мёртвых дорог» (англ. The Place of Dead Roads) — роман Уильяма Берроуза.
- «Река Вечности» (англ. River of Eternity) — роман Филипа Хосе Фармера.
- «Скажи „изюм“» — роман Василия Аксёнова.

### Повести
- «Жизнь — это сказка» (хорв. Zivot je bajka) — новеллы Дубравки Угрешич.

### Драматургия
- «Победительница» — пьеса Алексея Арбузова.
- «Слишком женатый таксист» (англ. Run for Your Wife) — пьеса Рэя Куни.

### Поэзия
- «В надежде вечной» — сборник стихов Анатолия Жигулина.
- «Наши» — сборник рассказов Сергея Довлатова.

## Родились
- 8 октября — Дестине Эрмела Дукага, конголезская писательница.

## Умерли
- 30 января — Мак Рейнольдс, американский писатель-фантаст (род. в 1917).
- 25 февраля — Теннесси Уильямс, американский прозаик и драматург (род. в 1911).
- 3 марта — Артур Кестлер, британский писатель венгерско-еврейского происхождения (род. в 1905).
- 12 апреля — Хуан Гонсало Росе, перуанский поэт, драматург, композитор и журналист (род. в 1928).
- 14 мая — Фёдор Абрамов, русский советский писатель (род. в 1920).
- 31 мая — Николай Иванович Кочин, русский советский писатель (род. в 1902).
- 3 июня — Анна Зегерс, немецкая писательница (род. в 1900).
- 21 сентября — Мария Романовская, советская писательница и поэтесса (род. в 1901).
- 13 декабря — Мэри Рено, английская писательница (род. в 1905)